# Laccornis kocae
Laccornis kocae är en skalbaggsart som först beskrevs av Ludwig Ganglbauer 1904.  Laccornis kocae ingår i släktet Laccornis och familjen dykare. Inga underarter finns listade i Catalogue of Life.